# Neurogomphus dissimilis
Neurogomphus dissimilis är en trollsländeart. Neurogomphus dissimilis ingår i släktet Neurogomphus och familjen flodtrollsländor. IUCN kategoriserar arten globalt som livskraftig.

## Underarter
Arten delas in i följande underarter:
- N. d. dissimilis
- N. d. malawiensis